# 南非的索馬里人
南非的索馬里人，是指生活在南非的索馬里人與他們的後人，人口約140000人。

## 概要
隨著1991年索馬里內戰爆發，一些索馬里人移民到南非。他們很快就建立了自己的商業勢力，為自己創造就業機會並開設自己的商店。索馬里企業以低於當地競爭對手的價格向客戶提供貨物，令當地市場轉向他們。到2010年，索馬里企業家在西開普省以及其他地方的非正規住民區為當地居民提供了大部分零售貿易。他們所經營的雜貨店出售小吃，軟性飲料和服裝等產品方面尤其成功。
2008年，西開普省爆發針對移民的仇外暴亂，大約2萬名外國人被驅逐。據報導，索馬里人社區的孤立性有助於保護它免受最嚴重的暴力侵害。然而，許多索馬里人擁有的商店和超市被摧毀和搶劫。同時，索馬里的貿易商和企業越來越成為暴力和搶劫的目標，而許多索馬里商人願意在治安欠佳的破敗鄉鎮工作，也使襲擊更易發生。有些人指責這些衝突源於是部分羨慕索馬里人創業成功的南非商人所煽動的，但大多此類搶掠事件的歹徒都與地方勢力領袖和為受其指揮的幫派份子有關 。

## 文化
南非的索馬里人已形成了一個民族網絡，主要是為了保護自己。作為一個穆斯林民族，他們在自己的社區內結婚並尋求保護他們的文化。他們的習俗，外表和宗教背景使他們與南非其他居民區別開來。

## 社區組織
南非的索馬里人社區由南非索馬里協會（SASA）代表，由哈立德·穆罕默德擔任主席。據該組織稱，在2012年索馬里政治局勢大為改善之後，開始有一些索馬里移民返回祖國。
南非的索馬里人外交上由索馬里駐比勒陀利亞的大使館代表。該使館旨在保護索馬里人在該國的利益和權利，為索馬里商人開闢新的商業機會，並加強該地區的外交。